# Săpânța
Săpânța es una comuna ubicada en el distrito de Maramureș, Rumania.

## Superficie
Cuenta con una superficie de 139,2 kilómetros cuadrados.

## Demografía
Hasta 2021 la población era de 3031 habitantes, con una densidad de población de 21,78 habitantes por kilómetro cuadrado.